# Andreas Erler
Andreas Erler (* 1961 in Bischofswerda) ist ein deutscher Politiker (CDU). Während der politischen Wende 1990 wurde er zum Bürgermeister von Bischofswerda gewählt, infolge der Ernennung der Stadt zur Großen Kreisstadt 1998 wurde er Oberbürgermeister. Dieses Amt hatte er bis zum 31. Juli 2015 inne, kandidierte jedoch bei den Oberbürgermeisterwahlen im Juni 2015 nicht erneut. Zu seinem Nachfolger wurde Holm Große gewählt.

## Politik

### Ziele
Kurz vor der Oberbürgermeisterwahl 2008 hat Andreas Erler wichtige Ziele seiner Arbeit in einem Zeitungsinterview zusammengefasst. Er setze sich schon länger für den Bau der Ortsumgehung, für Gewerbe- und Industrieansiedlungen in Bischofswerda und die Modernisierung von Schulen und Verwaltung ein. Aufgrund seiner langjährigen Erfahrung als Amtsinhaber verfüge er über beste Kontakte zu Politik, Verwaltungen und der Wirtschaft. Als nächstes Ziel nannte Erler im Dezember 2011 den Anschluss Bischofswerdas an das Dresdner S-Bahn-Netz.

### Engagement für den Straßenbau

Ortsumfahrung von Bischofswerda beim Napoleonstein kurz vor der Eröffnung am 21. Dezember 2011

Die Bedeutung der Ortsumfahrung von Bischofswerda, für deren Bau auch Erler sich jahrelang maßgeblich einsetzte, unterstrich am Tag ihrer Eröffnung Mitte Dezember 2011 unter anderem Sachsens Verkehrsminister Sven Morlok. Er sprach davon, dass die Anwohner in Bischofswerda nun vom LKW-Verkehr entlastet werden würden und die Wirtschaft eine schnelle Verbindung zur A4 bekomme. Die Ortsumgehung betrachten viele Bischofswerdaer als Glücksfall, einige Einzelhändler in Bischofswerda äußerten jedoch die Sorge, dass mit Eröffnung der Ortsumgehung Kundschaft verloren gehen könnte.
Andreas Erler ist seit 1998 Vorstandsmitglied der Lobbyorganisation Gesellschaft zur Förderung umweltgerechter Straßen- und Verkehrsplanung (GSV), die deutschlandweit den Bau von über 100 Straßenbauprojekten unterstützt. Beispielsweise sollen mit dem Bau von Ortsumgehungen Anwohner vielbefahrener Straßen entlastet werden. Dabei möchte die GSV nach eigenen Angaben der oft schweigenden Mehrheit eine Stimme geben. Kritiker verweisen darauf, dass sich die GSV die Arbeit ihrer Landesbeauftragten von der Straßenbauwirtschaft finanzieren lassen würde. Die GSV selbst initiiere die Gründung von Bürgerinitiativen pro Straßenbau. Andreas Erler selbst hatte die Gründung der Bürgerinitiative für den Bau der Bischofswerdaer Ortsumgehung im Oktober 2002 angeschoben.

### Gerichtliche Auseinandersetzungen zu Oberbürgermeisterwahlen
Erstmals wurde im Dezember 2011 eine Bürgermeisterwahl einer sächsischen Stadt zum zweiten Mal annulliert: Die Bischofswerdaer Oberbürgermeisterwahl vom Juni 2008, die er mit 50,5 Prozent knapp für sich entschied, wurde vom Verwaltungsgericht Dresden im September 2009 für ungültig erklärt, nachdem Andreas Erler wenige Tage vor der Wahl erklärt hatte, dass er pro abgegebene Stimme für ihn einen Euro an Vereine der Stadt spenden möchte. Das Dresdner Verwaltungsgericht sah darin eine unzulässige Wählerbeeinflussung.
Im Februar 2010 wurde die Wahl wiederholt. Damals stimmten 52 Prozent der Bischofswerdaer für den amtierenden Oberbürgermeister, 48 Prozent für seinen Gegenkandidaten Jens Krauße (SPD). Gegen die Anerkennung dieser Wahl legte der Bischofswerdaer Rechtsanwalt Jürgen Neumann im März 2010 zunächst Einspruch beim Landratsamt ein. Dieser wurde abgewiesen und Neumann zog erst vor das Verwaltungsgericht und legte später Widerspruch beim Sächsischen Oberverwaltungsgericht ein. In einem Flugblatt, das wenige Tage vor der Wahlwiederholung verteilt wurde und in dem Behauptungen über die sexuelle Orientierung des Gegenkandidaten aufgestellt wurden, stellten die Richter des Sächsischen Oberverwaltungsgerichts eine unzulässige Wählerbeeinflussung fest. Nach Angaben der Sächsischen Zeitung erfolgte die Verteilung des Flugblattes ohne das Wissen von Andreas Erler. Bereits vor der Wahl gaben bei einer Umfrage 27 Prozent der Testwähler an, das Flugblatt habe sie bei ihrer Entscheidung beeinflusst.
Am 19. Januar 2012 wurde bekannt, dass Andreas Erler das Urteil des Sächsischen Oberverwaltungsgerichts nicht akzeptiert und die Auseinandersetzung um die Oberbürgermeisterwahlen damit ein Fall für das Bundesverwaltungsgericht wird. Das Landratsamt als Kommunalaufsicht wollte selbst keinen Widerspruch einlegen. Das Bundesverwaltungsgericht hob am 5. Juli 2012 das Urteil des Oberverwaltungsgerichts auf und verwies den Rechtsstreit zurück an das OVG Bautzen (Az. 8 B 24.12). In der Folge erkannte das Sächsische Oberverwaltungsgericht am 15. Januar 2013 die Wahl des bisherigen Amtsinhabers zum Oberbürgermeister von Bischofswerda als gültig an (Az. 4 A 462/12).

## Sonstiges
Andreas Erler ist verheiratet, Vater von zwei Kindern und wohnt in Bischofswerda. Er ist Dipl.-Ing. Maschinenbau.